# Салвиния
Салвиния, още лейка (Salvinia), са род папратовидни растения от семейство Лейкови (Salviniaceae). Той включва свободно плаващи водни растения, които са хетероспорови – образуват спори с различен размер (микроспори и макроспори). Подобен на Salvinia е родът Azolla, понякога също класифициран в семейство Salviniaceae.

## Видове
- Salvinia auriculata
- Salvinia biloba
- Salvinia cucullata
- Salvinia cyathiformis
- Salvinia hastata
- Salvinia minima
- Salvinia molesta
- Salvinia natans
- Salvinia nymphellula
- Salvinia oblongifolia
- Salvinia radula
- Salvinia rotundifolia
- Salvinia sprucei